# Akta sprawy
Akta sprawy – dokumenty zgromadzone w toku postępowania przed określonym organem, np. administracyjnego, przygotowawczego karnego, sądowego karnego, cywilnego itd.
Akta sprawy opisane są sygnaturą lub znakiem sprawy, a w przypadku spraw karnych również kwalifikacją prawną.
Akta sprawy stanowią też akta o pokrewnej przeważnie treści, połączone fizycznie w urzędzie/instytucji w osobny plik, poszyt itp.
Dokumentami mogą być pisma, notatki, wypełnione formularze, plany, fotokopie lub rysunki.